# Cerro Azul (Paraná)
Cerro Azul est une ville brésilienne de l'État du Paraná. Sa population était estimée à 17 689 habitants en 2014.